# Elektrárna Ledvice
Elektrárna Ledvice (ELED) je tepelná elektrárna společnosti ČEZ nacházející se mezi městy Ledvice a Bílina. Jde o kogenerační elektrárnu, tzn. že kromě elektrické energie produkuje i teplo, které dodává především do Bíliny a Teplic.

## Základní údaje
Tabulka zobrazuje všech šest bloků elektrárny. Zahrnuje jejich výkon a data kdy byl zprovozněn či ukončen jejich provoz.
| Blok | Instalovaný výkon (MW) | Uvedení do provozu | Odsíření | Odstavení z provozu |
| ---- | ---------------------- | ------------------ | -------- | ------------------- |
| 1.   | 200                    | 1966–1968          | –        | 1998                |
| 2.   | 110                    | 1966–1968          | 1996     | 2013                |
| 3.   | 110                    | 1966–1968          | 1996     | 2015                |
| 4.   | 110                    | 1966–1968          | 1996     | –                   |
| 5.   | 110                    | 1966–1968          | –        | 1994                |
| 6.   | 660                    | 2017               | –        | –                   |

## Historie
Elektrárna byla vybudována v letech 1966–1969 a její celkový výkon byl 640 MW. Elektrárna byla po výstavbě tvořena celkem pěti bloky. Dne 1. února 1994 byl ukončen provoz 5. bloku a dne 31. prosince 1998 provoz 1. bloku. Zbývající tři bloky prošly rozsáhlými úpravami, jejichž cílem bylo snížit dopad výroby elektřiny na životní prostředí. Blok 2. byl odstaven v roce 2013 a blok 3. v roce 2015.
V provozu tak k roku 2019 zůstává blok č. 4 o výkonu 110 MW a nový blok č. 6 (nazývaný také jako „Nový zdroj") o výkonu 660 MW, který byl spuštěn v roce 2017. Celkový výkon elektrárny je tedy 770 MW.

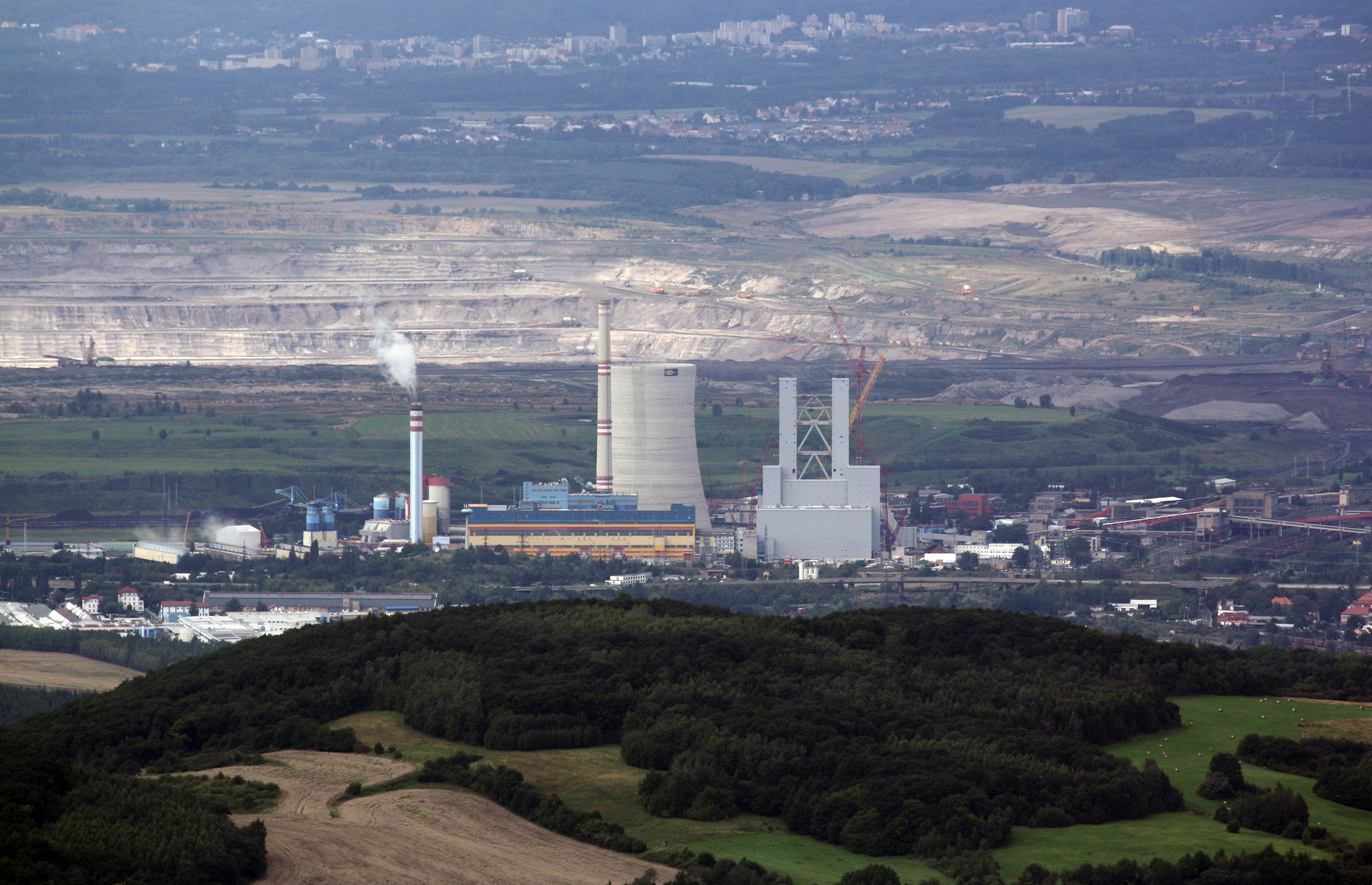
Pohled na elektrárnu z Milešovky (2010). V pozadí hnědouhelný povrchový důl Bílina (Severočeské doly), za ním město Lom a ještě dále město Litvínov.

## Nový nadkritický blok
Od října 2009 byl ve výstavbě nový blok o výkonu 660 MW. Nový blok NZ ELE 660 MW vyrostl na místě bývalé administrativní budovy. Kotelna je vysoká 145 metrů a jedná se tedy o nejvyšší budovu na území ČR. Na boku kotelny jsou dvě výtahové a obslužné věže (severní + jižní). Na vrcholu severní věže je zřízena prosklená vyhlídka pro exkurze. Jedná se o první nadkritický (teplota páry přes 600 °C) a vysoce účinný blok jak v ČR tak i ve střední Evropě, dodavatelem je konsorcium ALSTOM Power, s. r. o. (generálním dodavatelem díla je ŠKODA PRAHA Invest). Nový zdroj splňuje požadavky BAT (Best Available Techniques – nejlepší dostupné technologie) a jeho účinnost je až 42,5 %, díky čemuž se podařilo snížit emise o 20 % oproti běžným uhelným elektrárnám. Průtlačný kotel je práškový; kolem něj se v kotelně se nachází 8 kruhově uspořádaných ventilátorových mlýnů, v nichž je mleto uhlí na uhelný mour. Původní termín spuštění bloku na konci roku 2012 byl kvůli zpožděním dodávek a technickým závadám několikrát posunut, naposledy na třetí čtvrtletí roku 2015. Zdroj dán do plného provozu v listopadu roku 2017. Cena elektrárny přesáhla 30 mld Kč.

### Zpoždění a problémy s ocelí
Stejně jako v Německu se objevily problémy s ocelí použitou na membránové stěny kotle. Je zde použita prakticky neodzkoušená ocel T24, která má lépe snášet vysoké teploty a tlaky v nadkritickém bloku. Stejná ocel je použita na stavbě 17 bloků v Německu, Belgii, Nizozemsku a v Česku. Při použití v Německu na stavbě Duisburg-Walsum se objevily netěsnosti až 3000 svarů a opravy oddálily start bloku o půl roku. Stejné nebo podobné problémy řeší evropské koncerny na stavbách nadkritických bloků v elektrárnách Wilhelmshaven, Moorburg, Karlsruhe a Boxberg. Objednavatel stavby ČEZ začal po dodavateli technologií (Alstom) vymáhat odškodné. Ztráty způsobené zpožděním se vyčíslují na 2 miliardy korun, přesně tolik měl vydělat prodej elektrické energie v letech 2012–2015.

## Zásobování uhlím
V elektrárně Ledvice dochází ke spalování hnědého uhlí, které je z dolů Bílina dopravováno do zásobníků paliva jednotlivých kotlů nebo na manipulační skládku. V roce 2005 byla celková spotřeba uhlí 3 bloků v provozu (B2, B3, B4) 1 637 000 tun, po odstavení starých bloků a zprovoznění nového zdroje by spotřeba uhlí měla být kolem 3,6 milionů tun za rok.

## Zajímavosti
V areálu elektrárny je infocentrum, které je zaměřené na klasickou energetiku. V roce 2018 byla na vrcholu kotelny nového bloku elektrárny otevřena ve 144 metrech nová vyhlídka, která je nejvyšší rozhlednou v Česku. 

## Galerie

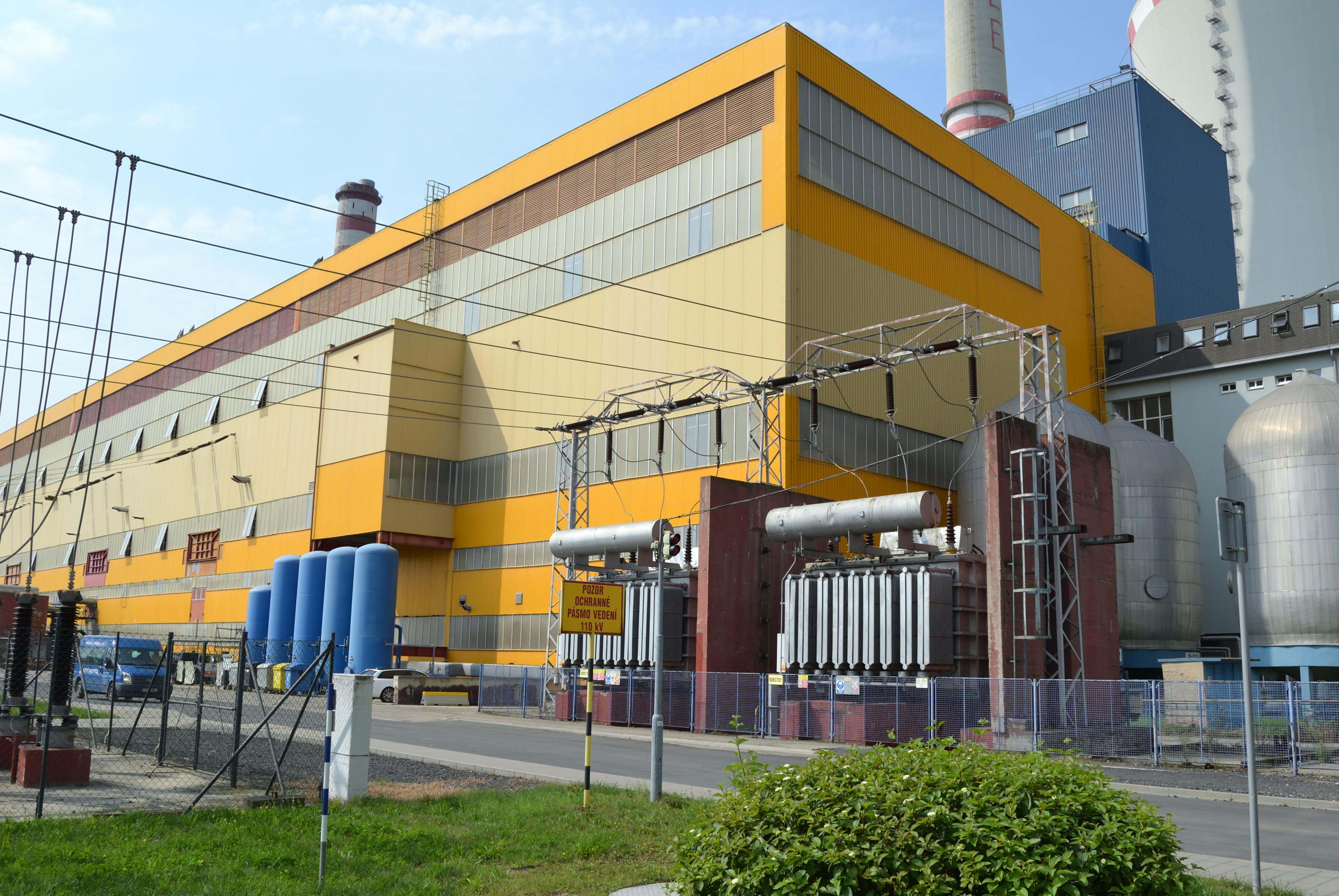
hala bloků 1-5
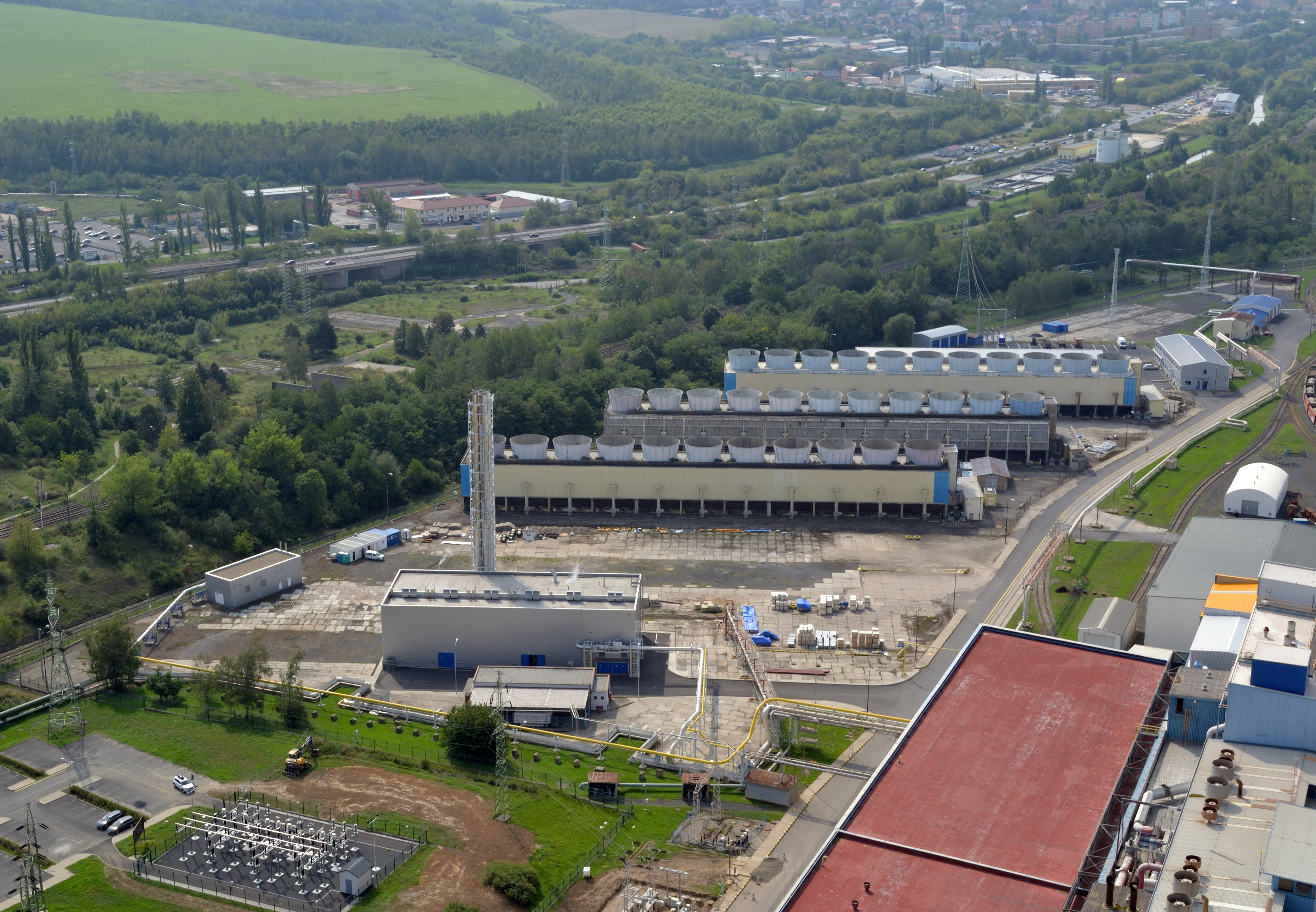
chladicí věže bloků 1-5
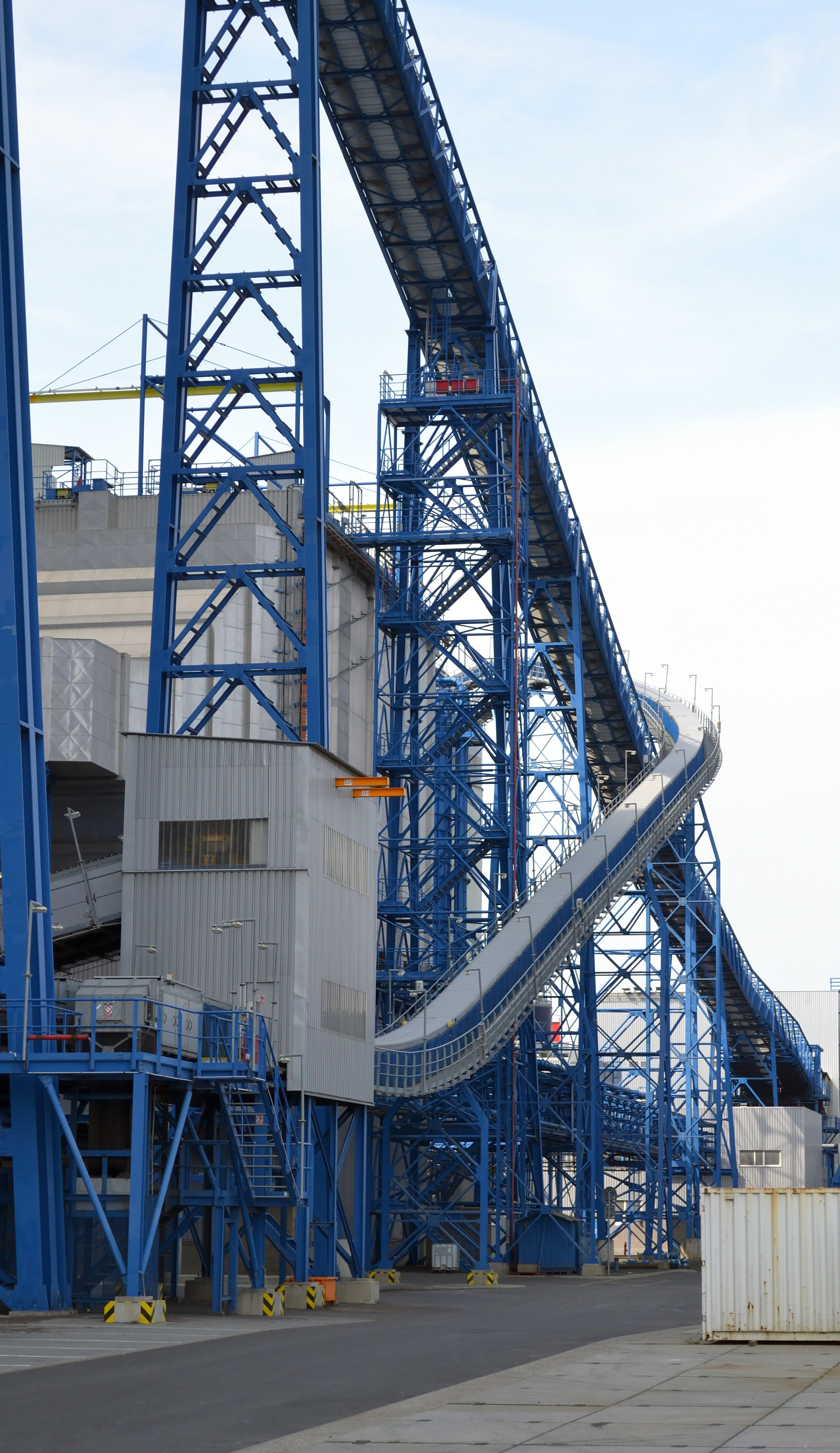
uhelný zavážecí most 6. bloku
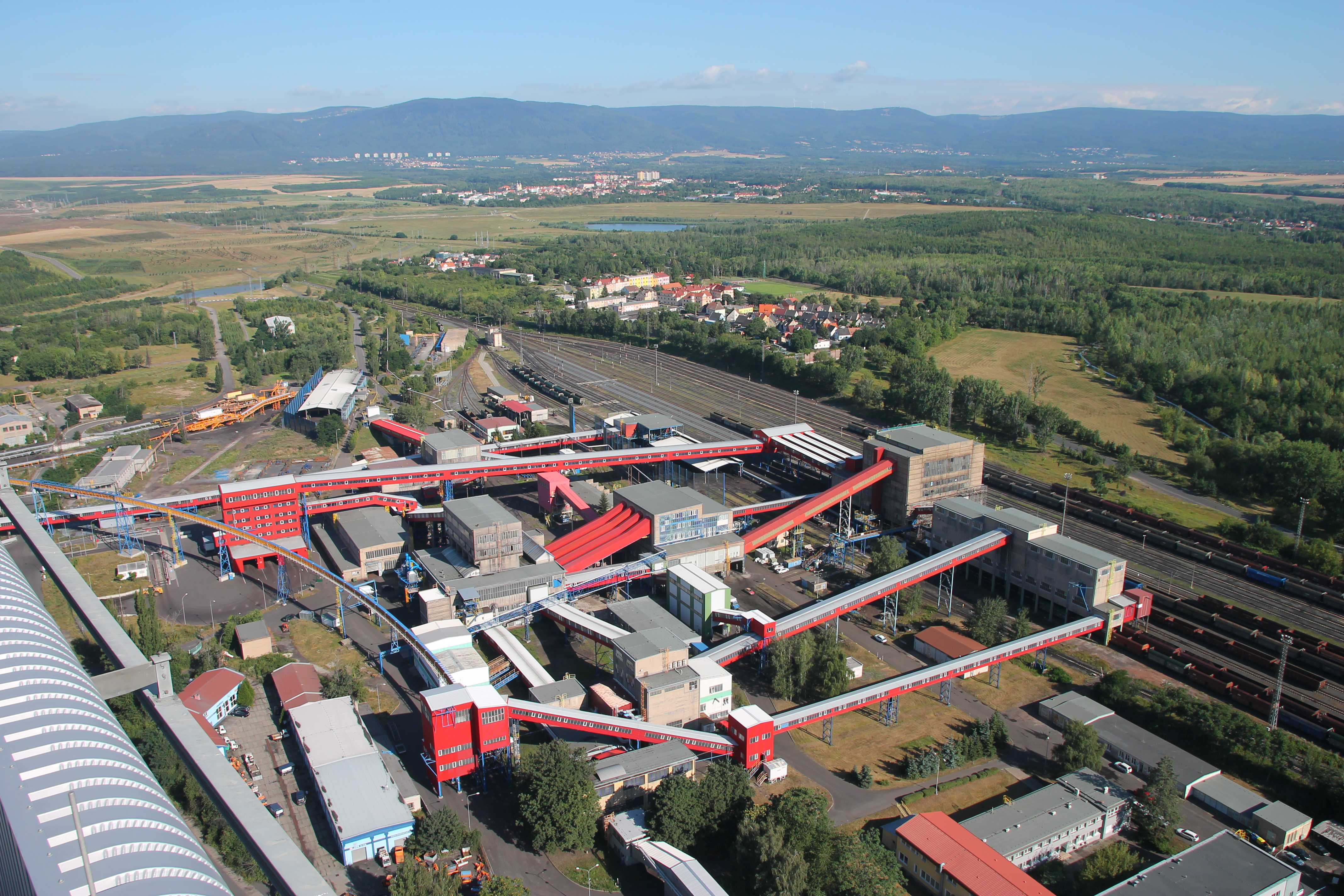
třídírna uhlí
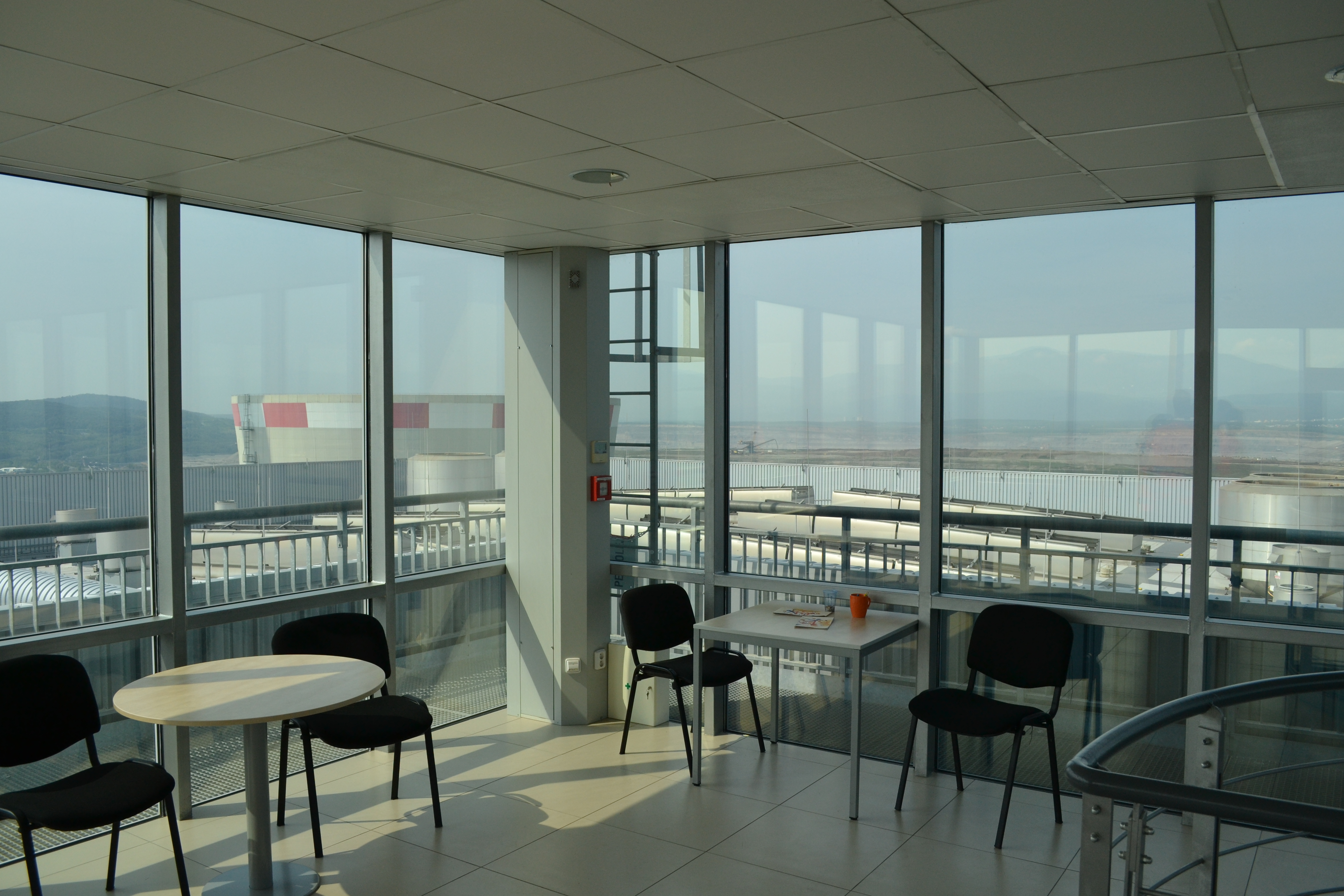
interiér vyhlídky